# Българско училище „Д-р Петър Берон“ (Сидни)
Българското училище „Д-р Петър Берон“ е училище на българската общност в град Сидни, щата Нов Южен Уелс, Австралия. Създадено е през 2011 г. През учебната 2024/2025 г. в него се обучават 80 деца на възраст между 5 и 16 години, разпределени в шест паралелки, две от които позволяващи дистанционно обучение в онлайн среда. Като към този момент то е единствената българска образователна институция в Тихоокеанския район, даваща възможност на деца от Австралия, Нова Зеландия, Тайланд, Виетнам и Япония да изучават български език и култура. Директор на училището е Марина Милева.

## История
Училището отваря врати през 2011 г., като при откриването си е сертифицирано както в Министерството на образованието и науката на България (МОН) по програма за българските неделни училища в чужбина, така и в Министерството на образованието на Нов Южен Уелс по програма за общностните езикови училища. При откриването му са записани 35 деца на възраст от 5 до 14 години.

## Ученици
Брой на учениците през учебните години:
- 35 – учебна 2011/2012 г.[2]
- 51 – учебна 2020/2021 г.[3]
- 80 – учебна 2024/2025 г.[1]